# 沙窝乡 (鄂州市)
沙窝乡，是中华人民共和国湖北省鄂州市鄂城区下辖的一个乡镇级行政单位。

## 行政区划
沙窝乡下辖以下地区：
保团村、草陂村、胡桥村、黄山村、加奖村、牌楼村、沙窝村、新湾村、渔坝村、赵寨村和走马村。